# Abgott (Band)
Abgott ist eine englische Black-Metal-Band, deren Hauptmitglied ursprünglich aus Italien stammt. Die Band spielt einen sehr technischen, progressiven Stil.

## Geschichte
Die Band wurde 1997 in Cassino, Italien von Agamoth gegründet, der mit einer ersten Besetzung und dem Demotape Celtic Metal Battle im italienischen Untergrund aktiv war. Ursprünglich als Soloprojekt gedacht, entwickelte sich die Band schließlich zu seinem Hauptprojekt. Das selbstbetitelte Debütalbum erschien im Jahr 2000. Anschließend tourte die Band durch Italien und konnte nach eigener Aussage 1860 Kopien des Albums absetzen. Hinzu kamen gute Rezensionen in der italienischen Metal-Presse.
2002 zog Agamoth nach London, um dort Musik an der Thames Valley University zu studieren. Dort führte er Abgott mit ständig wechselnden Besetzungen fort. Einige Zeit gehörte so auch Robin „Graves“ Eaglestone (ex-Cradle of Filth) zu Abgott.
Noch in Italien produzierte Agamoth 2001 mit neuer Besetzung das zweite Album Fizala, das jedoch erst 2003 in Europa über Helvete Records (danach Conquer Records) und in Nordamerika über Oracle (dem Label von Juan Garcia von (Agent Steel)) erschien und durch Konzerte im Vorprogramm von Napalm Death, Destruction, Hatesphere und Ancient Rites beworben wurde. Es folgten weitere Touren und Festivalauftritte im Vereinigten Königreich, Frankreich, Belgien, Italien und Polen mit Enslaved, Ancient, Napalm Death, Marduk und Destruction, sowie die Demigod-Tour 2005 im Vorprogramm von Behemoth.
2006 spielten Abgott einen Neujahrsauftritt mit Hypocrisy und nahmen in den Alpha-and-Omega-Studios das Album Artefact of Madness auf, welches von Alex Azzali (Ancient, Mortuary Drape, Cataract) produziert wurde. Nach einem Vertrag mit Helvete & Hate Management wurde das Album über Plastic Head/Code7 in Großbritannien veröffentlicht.
2007 wurde in den 3 Mills Studios in London ein Videoclip zum Lied Thy Infernal Fields gedreht, bei dem Nathan Theys Regie führte. Abgott spielten nach einem exklusiven Auftritt im Londoner Club Underworld eine äußerst erfolgreiche UK-Tour im Vorprogramm der finnischen Band Turisas sowie eine kurze Headliner-Tournee in Italien. Die englische Metal-Presse bescherte der Band Höchstnoten für die Live-Auftritte.
2009 erschien das bis dato letzte Album Godfather in Black.

## Stil
Agamoth selbst bezeichnet den Stil seiner Band als „unkonventionellen“ (“unconventional”) Black Metal, der zu Beginn von Mayhem, Darkthrone und Immortal beeinflusst wurde. Mit den späteren Werken entfernte er sich von diesen Inspirationsquellen und versuchte eher ein technisch anspruchsvolles, progressives und sehr schnelles Spiel zu übernehmen. Die Texte behandeln okkulte, satanische Themen. Zum Teil beziehen sich die Texte auch auf das Necronomicon. So ist Fizala rückwärts für Al-Azif, den Titel des angeblichen arabischen Originals des Buches.

## Diskografie
- 1997: Celtic Metal Battle (Demo)
- 2000: Abgott
- 2003: Fizala
- 2004: Unholy Underground Ritual – The Ultimate Bestial Union from the True Italic Underground (Split-CD mit Tundra, The Krushers und Blasphemophagher)
- 2006: Artefact of Madness
- 2009: Godfather in Black
- 2014: Masters of Illusions